# 诺威奇 (纽约州)
诺威奇（英語：Norwich）是美国纽约州希南戈县的一座城市，也是希南戈县的县治。城市四周为诺威奇镇所环绕。2010年美国人口普查时，该市有7190人。诺威奇市建于1914年，其名称源于英国城市诺威奇。
服务该地区的沃伦·伊顿机场位于诺威奇市北、北诺威奇镇内。